# إزالة المشيمة يدويا
إزالة المشيمة يدوياً هو إجراء لإزالة المشيمة المحتبسة في الرحم بعد الولادة. وعادة ما يتم تنفيذه تحت التخدير أو أكثر إلا نادرا، تحت التخدير وتسكين الألم. ويتم إدخال اليد من خلال المهبل إلى تجويف الرحم ويتم فصل المشيمة عن جدار الرحم ثم إزالتها يدوياً. وإذا لم تنفصل المشيمة بسهولة من سطح الرحم فقد تكون مشيمة ملتصقة.